# С-75 Двина
С-75 Двина (рус. С-75 Двина, НАТО ознака: "SA-2 Guideline") је совјетски против-авионски систем с ракетом земља-ваздух који су између 1953. и 1957. развиле војни заводи Расплетин КБ-1, Грушин МКБ Факел и НПО Лавочкин. У оперативну службу ушао је 1957. и временом је постао најкоришћенији антиавионски систем у историји, а користи се и дан данас. Прво успешно рушење непријатељске летјелице С-75 је заблежио 7.10. 1959. када је над Кином оборен тајвански РБ-57Д (на 20 km висине). Овај успех Кинези су службено приписали својој авијацији с циљем прикривања моћног система који им је био на располагању. Међународну славу С-75 Двина је стекла 1.5. 1960. када је над совјетским небом у Свердловској области срушен ЦИА-ин шпијунски авион Локид У-2, затим када је 27.10. 1962. током Кубанске ракетне кризе оборен још један авион таквог типа над Кубом. Систем је касније активно коришћен од стране северновијетнамске војске у Вијетнамском рату при одбрани Ханоја и Хајфонга, а коришћен је и у другим (углавном азијским) ратовима. Током наредних деценија систем је стално модернизован и постоји више варијанти међу којима су основне С-75 Двина, С-75М-2 Волхов-М, С-75 Десна, С-75М Волхов и С-75М Волга. Уз СССР, модификоване моделе Двине производили су још Кина(HQ-1, HQ-2, HQ-3 и HQ-4) и Иран (Сајад-1), а касније и конвертоване моделе земља-земља (ЦСС-8 и Тондар-69).

## Оперативна употреба
- Вијетнамски рат (1955–1975)
- Други индијско-пакистански рат (1965)
- Шестодневни рат (1967)
- Индијско-пакистански рат (1971)
- Јомкипурски рат (1973)
- Ирачко-ирански рат (1980–1988)
- Заливски рат (1990–1991)
- Рат у Абхазији (1992–1993)

## Корисници
Тренутни корисници
- Јерменија: 79 лансера
- Азербејџан: 25
- Бугарска: 18
- Египат: 240 (модел Тајер ал-Сабах)
- Иран:300 лансера (углавном кинески HQ-2J и локалниСајад-1)
- Јемен
- Кина
- Киргистан
- Куба
- Либија
- Молдавија: 3 лансера
- Монголија
- Мјанмар: 48
- Пакистан: кинески HQ-2B
- Румунија
- Сирија: 275
- Северна Кореја: do 270
- Судан
- Таџикистан
- Вијетнам: 280
- Зимбабве

Бивши корисници
- Авганистан
- Албанија: 84 лансера
- Алжир
- Чехословачка: 23
- Грузија
- Источна Немачка
- Индија
- Индонезија
- Ирак
- Мађарска
- Пољска
- Русија: већина ван употребе од 1991. до 1996., остатак се користи за вежбање
- Сомалија
- СФРЈ (РВ и ПВО): прешло у службу држава наследница и напуштено убрзо (в. Музеј ваздухопловства Београд)
- СССР: прешло у службу држава наследница